# ジャングル公園
ジャングル公園（ジャングルこうえん）は、大分県大分市都町にある都市公園（街区公園）である。

## 概要
1952年（昭和27年）3月31日に開園。1993年（平成5年）に開始された大分市中心部の5つの公園のリフレッシュ事業のうちの第2弾としてふないアクアパークに次いで改装が行われ、1996年（平成8年）にリフレッシュオープンした。
開園当時は、約630種・700本の樹木が植えられて、多数の木々がうっそうと茂っていたことから、近所の子供たちに「ジャングル公園」と呼ばれたことから現在の名前になったとされる。ただし、この公園は、開園前の1951年（昭和26年）からジャングル公園という仮称で呼ばれていた。
大分市最大の歓楽街である都町のほぼ中心にあり、地区の中では数少ない緑あふれる空間は憩いの場となっていたが、その一方で、多数の木々で視界が遮られるため夜間を中心にしばしば犯罪が起こり問題となっていた。
公園リフレッシュ事業では、「光」がテーマとされ、公園の名称の由来であった多数の樹木が86本に減らされ、明るい空間に生まれ変わって夜間の安全性は高まった。樹木は主として公園の西側に残されている。樹種は、シナサワグルミ、キササゲ、メグスリノキ、バクチノキ等である。一方、樹木の伐採によって公園の東側に確保されたオープンなスペースには、からくり時計、屋外ステージ、公衆便所等が設けられている。

## 交通
- JR九州日豊・久大・豊肥本線大分駅から徒歩10分。